# Den siste magnaten
Den siste magnaten (engelska: The Last Tycoon) är en amerikansk dramafilm från 1976 i regi av Elia Kazan.
Filmen är baserad på F. Scott Fitzgeralds ofullbordade roman med samma namn.

## Handling
Hollywood-producenten Monroe Stahr drabbas av problem, både privat och i filmstudion.

## Rollista i urval
- Robert De Niro - Monroe Stahr
- Tony Curtis - Rodriguez
- Robert Mitchum - Pat Brady
- Jeanne Moreau - Didi
- Jack Nicholson - Brimmer
- Donald Pleasence - Boxley
- Ray Milland - Fleishacker
- Dana Andrews - Red Ridingwood
- Ingrid Boulting - Kathleen Moore
- Theresa Russell - Cecilia Brady
- Peter Strauss - Wylie White
- Tige Andrews - Popolos
- Morgan Farley - Marcus
- John Carradine - guiden
- Seymour Cassel - sältränaren
- Anjelica Huston - Edna
- Bonnie Bartlett - Bradys sekreterare
- Eric Christmas - Norman